# Aerógrafo

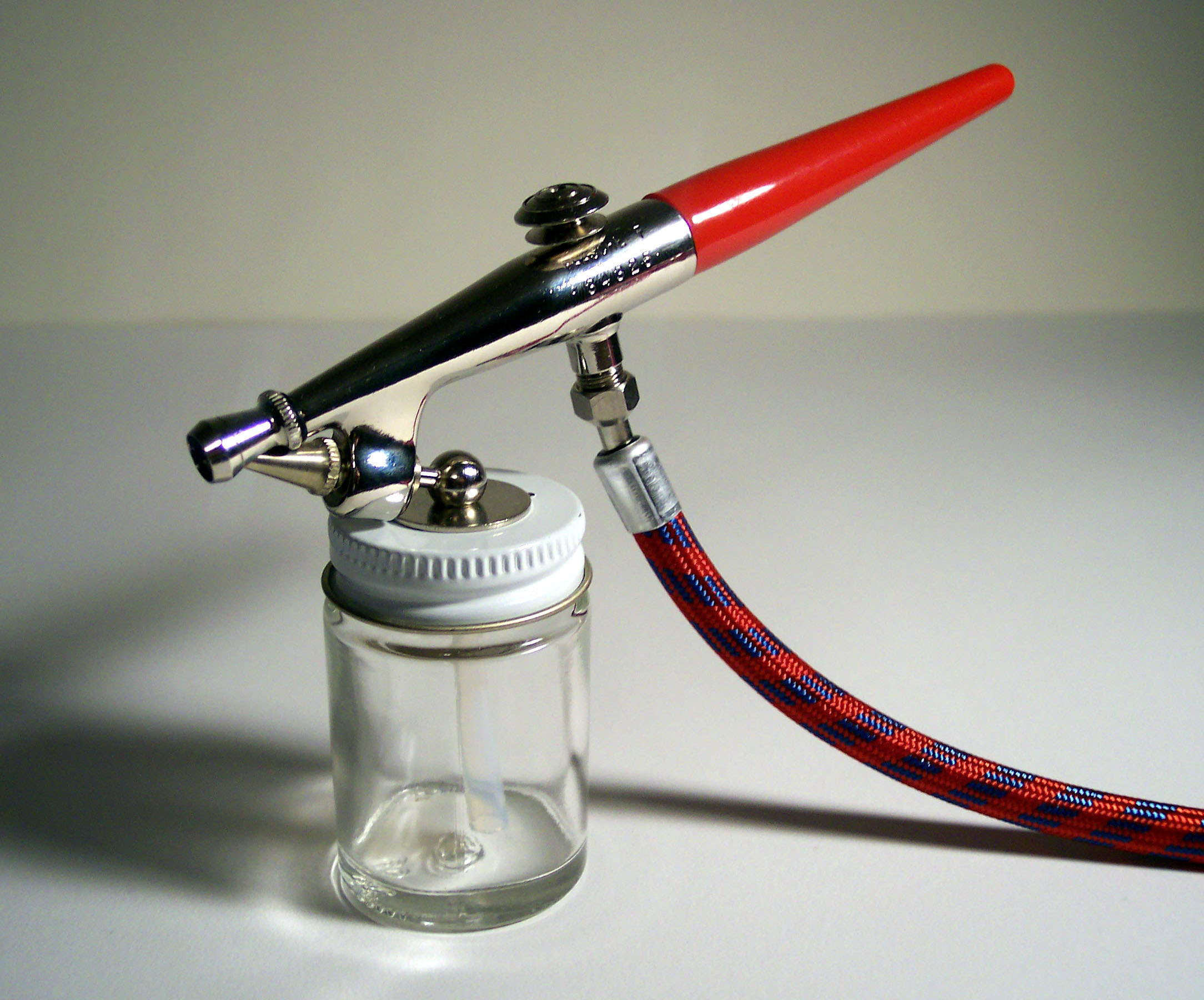
Aerógrafo de ação simples e sucção

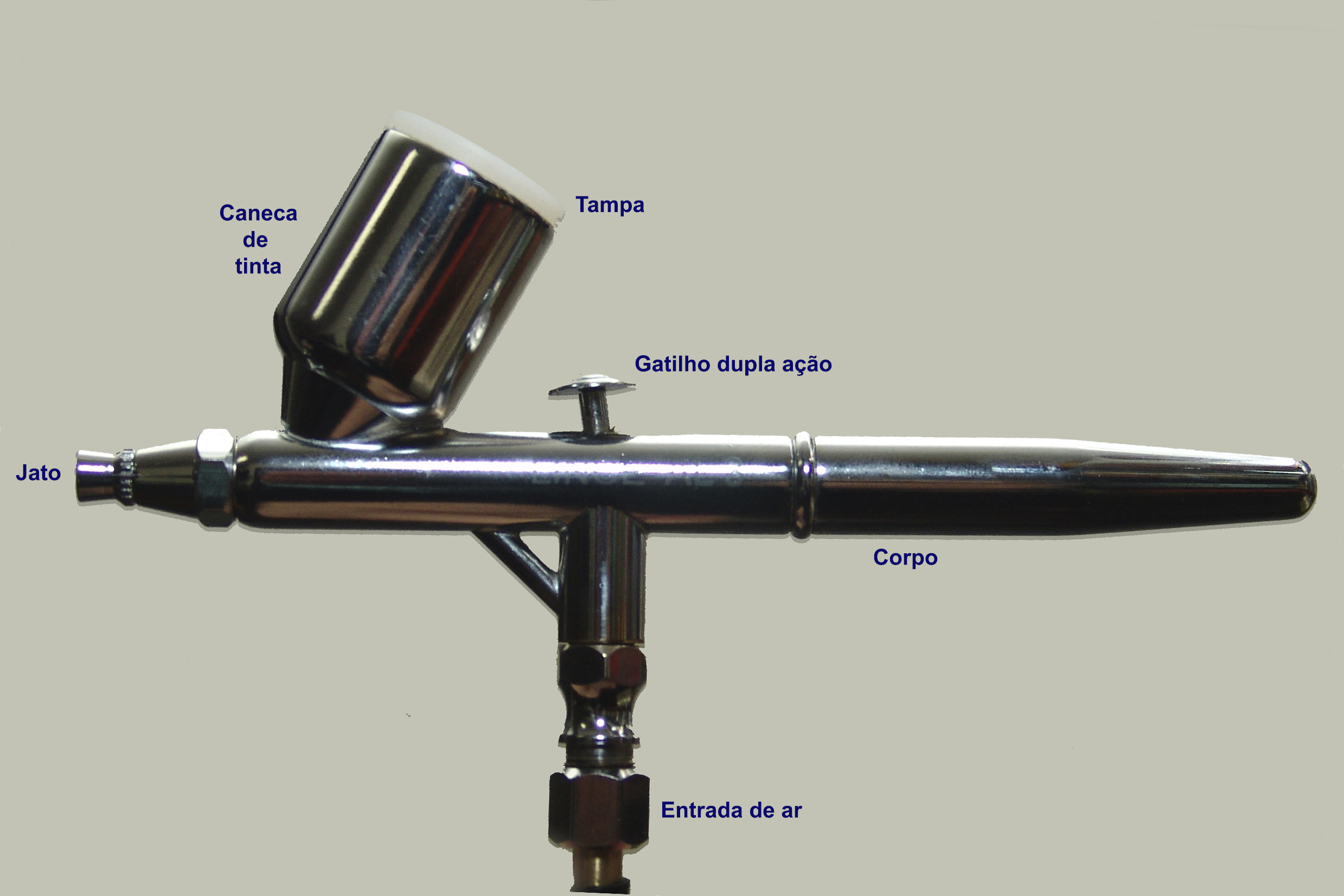
Aerógrafo de ação dupla, gravitacional

O aerógrafo é um instrumento utilizado para elaborar pinturas e gravuras por meio da pulverização proveniente de uma fonte de ar comprimido, como compressores de ar ou latas de esprei, cuja tinta é expelida pela pressão da fonte de ar. Consiste em um equipamento com gatilho que controla o jato de ar, de modo a projetar o jato no local desejado, seja sugando de um recipiente, seja usando a pressão da tinta (técnica do "copinho em baixo") em conjunção com a gravidade (técnica do "copinho acima"), de modo que a própria tinta previamente diluída serve para facilitar a circulação do fluido.

## Descrição
É possível conseguir diversos efeitos de esprei com o aerógrafos, como esfuminhos, traços extremamente finos, similares a uma caneta hidrográfica, ou mais amplos, com cerca de 10 centímetros. O aerógrafo pode ser usado em combinação com outros equipamentos como o estêncil.

## História
O primeiro instrumento similar a um aerógrafo foi patenteado em 1876 (Patente número 182,389) por Francis Edgar Stanley de Newton, Massachusetts, mas não como aerógrafo e sim como um método de correção de pinturas. Stanley e alguns de seus amigos inventaram um processo contínuo da emissão de tinta através do ar, mas tinha propósitos específicos que não artístico, mas sim, para pinturas.
O primeiro instrumento com nome "airbrush" (sua descrição no inglês) foi desenvolvido por Abner Peeler para pinturas escolares com tinta a base de água e propósitos puramente artísticos e educativos. Era operado por um compressor de ar. Posteriormente, foi utilizados em diversas outras áreas. Após quatro anos de desenvolvimento, chegou ao que é considerado o aerógrafo moderno. Foi utilizado por diversos artistas, principalemtne ligados ao impressionismo americano com Wilson Irvine da Air Brush School em Rockford, Illinois. O primeiro aerógrafo do tipo atomising foi inventado por Charles Burdick em 1893 e apresentado na Thayer and Chandler art materials company na World Columbian Exposition em Chicago. Esta obra foi decisiva para o desenvolvimento de alguns dos atuais aerógrafos existentes. A companhia Aerograph, Burdick's original company, continua fabricando aerógrafos nas inglaterra, a Thayer and Chandler foi adquirida por Badger Air-Brush Co. em 2000. 

## Tipos

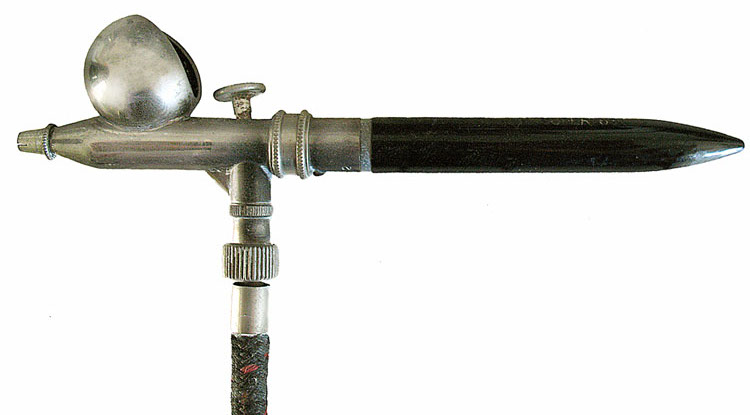
Um antigo Super 63, com operação à gravidade, dupla ação e mistura interna

Aerógrafos possuem três características básicas. A primeira característica é o tipo de ação do gatilho, a segunda característica, trata do mecanismo empregado para fazer a mistura do ar com a tinta. Como terceira característica, podemos citar o ponto onde é efetuada a mistura do ar com a tinta, podendo sere interno ou externo ao aerógrafo.

### Gatilho
Aerógrafos denominado como de ação simples, tem como característica, liberar ar e este, fazer o trabalho de sugar a tinta ao mesmo tempo. Geralmente este tipo possui regulagem no bico para melhor definição do traço. É geralmente utilizado para uso em hobby.
Já o de ação dupla, ou dupla ação, tem como característica, primeiramente liberar o ar através do pressionamento do gatilho, e regular a emissão de tinta empurrando (ou puxando) o gatilho para trás, enquanto se mantém pressionado o gatilho (primeira ação). Neste tipo, pode-se ter mais controle do fluxo de tinta, regulando tanto em espessura, como controle da emissão do volume de tinta. É utilizado para trabalhos minunciosos de grande precisão.

### Sistema de alimentação
O aerógrafo pode ser alimentado de duas maneiras, através da gravidade, onde geralmente o compartimento de tinta situa-se acima, ou por sucção, onde a pressão efetuada pelo deslocamento de ar gerando um efeito venturi, suga a tinta de dentro de um compartimento, que geralmente, localiza-se abaixo do equipamento. 